# Martin Lorentzson
Martin Lorentzson - nascido em Östertälje , em 21 de julho de 1984 - é um futebolista sueco que joga como defesa.

Defende atualmente as cores do AIK, Suécia.

Está na seleção sueca desde 2013 .